# Amiano Marcelino
Amiano Marcelino (en latín, Ammianus Marcellinus) (Antioquía, c. 325-Roma, c. 400) fue un militar e historiador romano del siglo IV, autor de una obra histórica que abarcaba desde el gobierno de Nerva hasta la batalla de Adrianópolis y de la que se conservan solo sus últimos libros. Es una de las fuentes principales para conocer la historia del Imperio romano durante la segunda mitad del siglo IV.
Amiano sirvió como soldado bajo los emperadores Constancio II y Juliano y experimentó muchos de los acontecimientos que describe. Aunque estaba más preocupado por la objetividad que otros historiadores antiguos, su perspectiva personal es a veces bastante clara. Por ejemplo, a veces juzgaba muy negativamente a Constancio II, mientras que pintaba un cuadro extremadamente positivo de Juliano. Sin embargo, el valor excepcional de su Res gestae para el estudio del siglo IV es indiscutible.

## El Imperio Romano en la época de Amiano Marcelino
Cuando nació Amiano Marcelino, el emperador Constantino ya había gobernado el imperio reunificado durante varios años. Las fronteras estaban en gran parte aseguradas, y en los últimos meses de su vida Constantino incluso preparó una campaña contra el Nuevo Imperio Sasánida Persa, el gran rival de Roma en el este, que sólo fracasó debido a su muerte el 22 de mayo de 337.
El Imperio Romano estuvo sujeto a un cambio profundo durante el reinado de Constantino, que la investigación moderna llama el giro Constantiniano: el cristianismo, que había sido perseguido sólo unos años antes de maneras muy sangrientas, ahora era privilegiado y de facto se convirtió en la religión estatal en la época de finales del siglo IV por el emperador Teodosio I levantado. El paganismo, por otro lado, un término muy vago, sin embargo, que abarcaba ideas religiosas muy diferentes, desde los cultos mistéricos hasta los cultos romanos tradicionales y los movimientos influenciados por el neoplatonismo, ya había perdido significativamente su vitalidad en la época de Teodosio y al final sólo llegó a ser practicado por una minoría cada vez más reducida de la población. El imperio también se volvió cada vez más cristiano, incluida la idea de que el emperador era el virrey de Dios en la tierra.
Sin embargo, la cristianización progresiva del Estado y de la sociedad también estuvo asociada a problemas de un tipo completamente nuevo, como deja claro la disputa arriana: a principios del siglo IV, el presbítero alejandrino Arrio afirmó que Dios el Hijo no era de la misma esencia que el Dios Padre. El arrianismo (que no representaba un movimiento unificado, sino más bien dividido en varios grupos individuales) encontró un caldo de cultivo principalmente en partes del este del imperio, mientras que fue fuertemente condenado en el oeste. Las disputas cristológicas relacionadas, es decir, la cuestión de la verdadera naturaleza de Cristo, requirieron mucha energía y fueron llevadas a cabo con pasión no sólo por los teólogos, sino también por amplios sectores de la población. El emperador Constancio II, que gobernó ilimitadamente el imperio desde el año 353 en adelante, intentó en vano a lo largo de su reinado imponer una confesión arriana uniforme para toda la iglesia imperial.
Mientras tanto, la presión en las fronteras siguió aumentando. Desde 337/338 existía en Oriente un estado de guerra casi permanente. Los persas invadieron repetidamente las provincias orientales romanas, mientras que las ofensivas imperiales no tuvieron éxito. Mientras tanto, en el oeste, la Galia fue devastada repetidamente por saqueadores germánicos, ya que dentro del imperio se produjeron usurpaciones como la de Magnencio, lo que hizo que la seguridad de las fronteras se resintiera. El Imperio todavía era capaz de mantenerse firme, aunque con algunas dificultades. Amiano vivió él mismo muchos de estos acontecimientos, los procesó en su obra histórica y dejó así a la posteridad un panorama de una época en la que el Viejo Mundo inició un proceso de transformación que finalmente presagió el fin de la antigüedad.

## Biografía
Nació en Antioquía, provincia romana de Siria, en una acaudalada familia noble (se llama a sí mismo ingenuus) de ascendencia griega asentada en Antioquía, y siguió una muy movida carrera militar en el ejército romano; ambas cosas lo marcaron: se definía a sí mismo como «miles quondam et græcus / un soldado veterano y un griego», pues estaba orgulloso de su origen y de su paso por el ejército.

### Carrera militar
Durante el imperio de Constancio II (337-361) se integró en el regimiento de élite que le servía de guardia real (protectores domestici) y estuvo bajo el mando del comandante de la caballería de Oriente Ursicino en la fortaleza de Nísibis, en Mesopotamia, junto a la frontera persa, desde el año 353. En el año 355 acompañó a Ursicino a una breve campaña en la Galia para reprimir por orden de Constancio II la rebelión de Claudio Silvano, que se había autoproclamado emperador. En esta campaña conoció al futuro emperador Juliano el Apóstata, al cual admiraba. Al año siguiente volvió a la frontera oriental con Ursicino y en 359 escapó con su esposa, por muy poco, del sitio de Amida (Diyarbakir) por los persas, cuando la plaza fue tomada por las fuerzas de Sapor II. Y, aunque perdió el favor del emperador Constancio II cuando su superior Ursicino cayó en desgracia, lo recuperó cuando su amigo Juliano advino al trono.
El gran número de elogios que Amiano Marcelino destina a Juliano en sus obras demuestra su gran admiración por este emperador que quiso devolver la religión pagana a la Roma recientemente convertida al cristianismo. Marchó con él a las campañas contra los alamanes y de nuevo en una expedición contra Persia en 363, donde Juliano fue herido y murió. Siguió a las órdenes del nuevo emperador Joviano en la retirada hacia Antioquía, su patria, donde residió desde 363 hasta 380, visitando en ese lapso ocasionalmente Egipto, Grecia y Tracia. Marchó a Roma y se instaló definitivamente allí, donde pasó el resto de su vida, perfeccionando su latín y escribiendo su obra historiográfica Res gestæ en treinta y un libros, frecuentando los círculos de los nostálgicos aristócratas paganos (Símaco, Eunapio, Oribasio o Libanio), y ofreciendo lecturas públicas de su obra con gran éxito popular, según Libanio.
Se ignora la fecha exacta de su muerte. El último año en el que se puede presuponer que seguía vivo es 391, pues nombra a Sexto Aurelio Víctor como prefecto de Roma, quien accedió ese año a dicho cargo. Posiblemente murió hacia el año 400.

## Obra

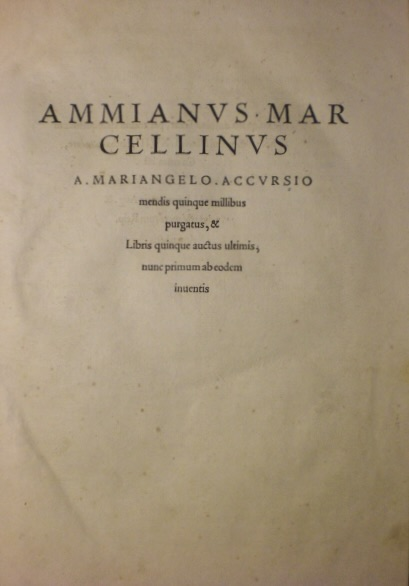
Copia de Rerum gestarum de 1533.

Su obra Rerum gestarum libri XXXI (conocidas en español simplemente como Historias) fue escrita en Roma como una continuación de las Historiæ de Tácito en prosa rítmica, algo notable teniendo en cuenta que el latín no era su lengua materna; por eso abundan los grecismos sintácticos y léxicos; su estilo es además barroco y difícil, como el de su modelo Tácito, a quien querría sobrepujar; como él, incluye discursos y cartas compuestas ad hoc, pero en lo demás utiliza documentación fiable y se muestra un historiador seguro y veraz, que persigue la veritas, como él mismo declara, y que es en ocasiones testigo presencial, atento al sentido de los hechos más que a su mera acumulación analística, por lo cual resalta los más significativos sobre los detalles irrelevantes; en los últimos libros no se le oculta el riesgo que supone hablar de personajes y hechos contemporáneos; no descuida tampoco la caracterización de los personajes que se mueven en su historia e incluye digresiones geográficas y etnográficas. Dividió los treinta y un libros de que consta en tres partes, ya que cada una lleva su propio prólogo:
- 1.ª libros 1-14 (del año 96 al 354);
- 2.ª libros 15-25 (del 354 al 364);
- 3.ª libros 26-31 (del 364 al 378).[11]

Probablemente publicó la primera parte —de la que se han perdido trece libros, pero no el último— en 391, y el resto a partir de 395. Las partes segunda y tercera han llegado hasta nosotros gracias a una copia manuscrita descubierta por el humanista Poggio Bracciolini en el monasterio de Fulda. Sus escritos concentran todos los acontecimientos ocurridos en el Imperio entre la ascensión al trono de Nerva en el año 96 (año en que concluyen las Historiæ de Tácito) y la muerte de Valente en la batalla de Adrianópolis contra los godos (378). La parte conservada narra la época comprendida entre 353 y 378.
Las Res gestæ, escritas en latín para facilitar su difusión, puesto que Amiano Marcelino se autodefinía como griego, le reportaron gran fama en todo el Imperio, especialmente en Roma y Antioquía. Su lugar como referente para la historia del siglo IV, y en particular la de Juliano el Apóstata, permaneció vigente hasta el siglo VI, sumiéndose luego en el olvido durante la Edad Media. A pesar de las partes perdidas, se considera a las Historias de Marcelino como una obra de referencia obligada para entender los últimos años de gobierno de Constancio II, los mandatos de Juliano, Joviano, Valentiniano I y Valente y los primeros años de Graciano el Joven, además de que ofrece un retrato de la realidad política y social en el Bajo Imperio romano y de su progresiva decadencia, cuyas causas achaca a la dejadez, deshonor y hedonismo de la población, y también a la organización política y militar de numerosos pueblos bárbaros, incluidos los hunos y los visigodos. Asimismo, Amiano Marcelino deja entrever en sus obras las funestas consecuencias que la situación del momento traerían a Roma, como el saqueo de Alarico I que sobrevino dos décadas después de la probable muerte del historiador, el cual fue visto por los contemporáneos como el fin del mundo hasta entonces conocido. Amiano Marcelino era pagano y no tenía en gran aprecio al cristianismo, por lo que es probable que su postura influyera en quienes vieron más tarde a esa religión como la causante de la caída de Roma, una idea que puso en aprietos incluso a san Agustín.

### Historia de la transmisión

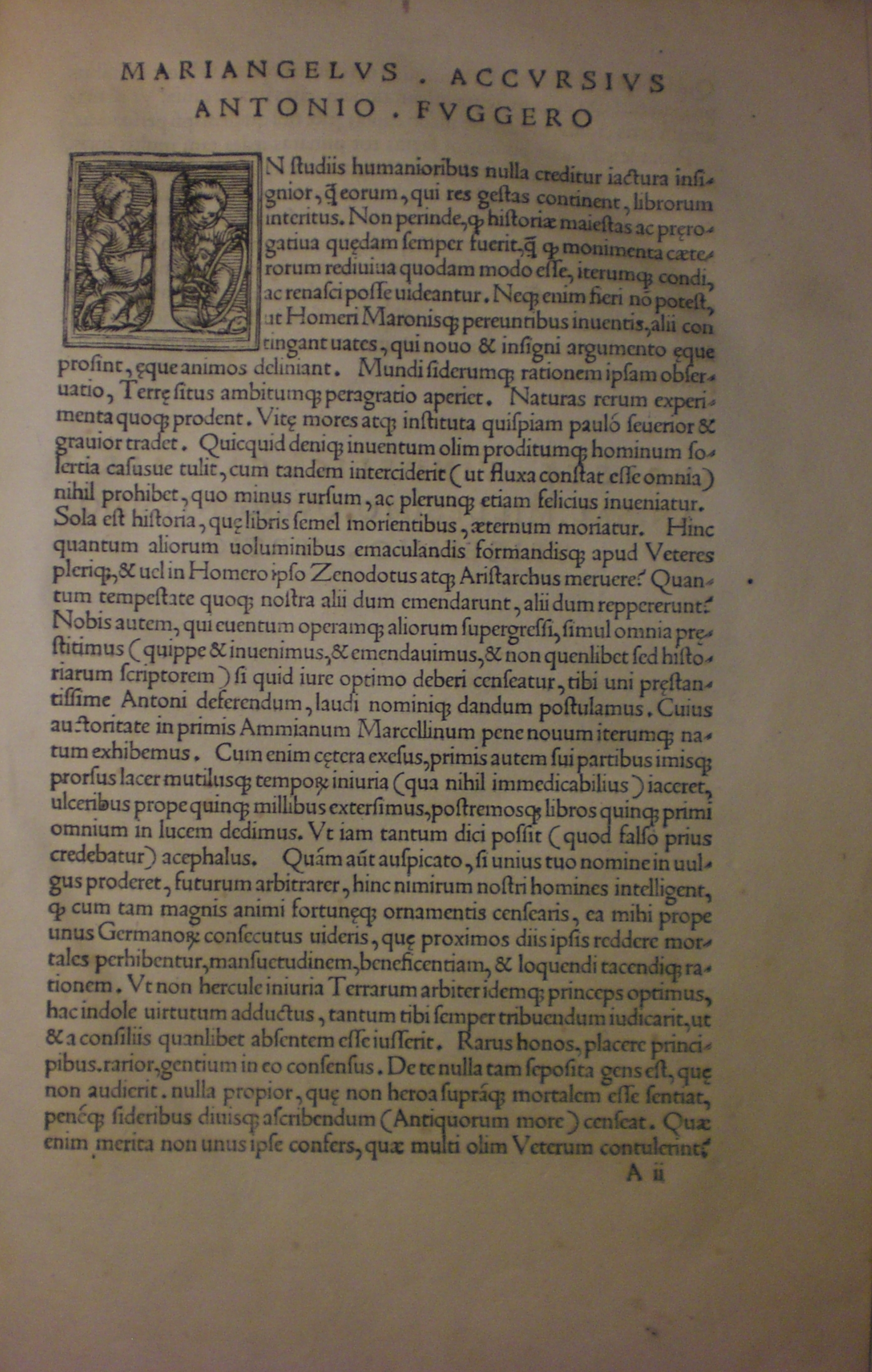
p. 3 de la edición de Ammianus de Accursius. Esta página contiene la dedicatoria al comerciante y banquero de Augsburgo Anton Fugger.

La obra de Ammiano ya gozó de gran renombre en vida de éste, pero posteriormente se utilizó muy poco (probablemente también debido a su estilo nada sencillo) y posteriormente se perdió como tantas obras, aunque tal vez fue continuada por Sulpicius Alexander. Sólo el conocido gramático latino del siglo VI Prisciano parece haber tenido conocimiento de la obra. No se reimprimió hasta el Renacimiento: Poggio Bracciolini descubrió el texto del Codex Fuldensis en 1417 (véase más adelante).
La historia de la transmisión es muy problemática: El único manuscrito completamente conservado, que sin embargo sólo reproduce el contenido de los libros 14 a 31, es el Codex Fuldensis del Monasterio de Fulda. (que ahora se encuentra en la Vaticano: Vaticanus Latinus 1873). Se basa en el Codex Hersfeldensis, que probablemente se originó en la Monasterio de Hersfeld en el siglo IX (o incluso X) y del que depende toda la tradición. Aparte de seis páginas y fragmentos, el Codex Hersfeldensis se ha perdido por completo, por lo que hay que basarse principalmente en el texto del manuscrito de Fulda. También existe una copia del Vaticanus Lat 1873 de Niccolò Niccoli del siglo XV. Los libros 14-26 fueron publicados por Sabinus Angelus en Roma en 1474 (editio princeps] y por Johannes Frobenius en Basilea en 1518. La edición de los libros 14-31 por Mariangelus Accursius (Augsburgo 1533) fue la primera en contener también los libros 27-31. Una edición (aunque no del todo correcta) de las Res gestae de Sigismund Gelenius del mismo año se basa en el Codex Hersfeldensis y es, por tanto, importante para la reconstrucción del texto, aunque esto se ve dificultado por algunas corrupciones y el estilo a veces difícil de Ammiano (véase más arriba). La edición estándar actual del texto latino es de Wolfgang Seyfarth. Un amplio comentario histórico-filológico se completó con el último volumen publicado a principios de 2018.

## Traducciones
- Amiano Marcelino, Historia del imperio romano desde el año 350 al 378 de la era cristiana escrita en latín por Ammiano Marcelino. Traducción de Francisco Navarro y Calvo, Madrid: Viuda de Hernando, 1895-96, dos volúmenes (reimpresión: Madrid: Librería y Casa Editorial Hernando, 1925).